# Ischnocampa birchelli
Ischnocampa birchelli là một loài bướm đêm thuộc phân họ Arctiinae, họ Erebidae.